# Camaleón, el pasado no cambia
Camaleón, el pasado no cambia es una miniserie de televisión por internet dramática argentina original de Disney+. Sigue la historia de una periodista que busca exponer a un abusador sexual de menores del cual fue víctima en su adolescencia. Está protagonizada por la China Suárez, Pablo Echarri, Federico D'Elía, Cecilia Dopazo, Esteban Pérez, Sofía Palomino y Ornella D'Elia. La serie se estrenó el 16 de abril de 2025.

## Sinopsis
Cuenta la historia de Sabrina, una periodista que un día se reencuentra con Salvador Carvallo, un famoso artista plástico que es amigo de su madre y a quien conoció durante su adolescencia. Su reaparición perturba la vida de Sabrina, quien a ha podido conseguir el trabajo de sus sueños y construir la familia que quería. Sin embargo, su mundo empieza a colapsar cuando recuerda que a los 16 años fue víctima de abuso sexual de Salvador y en la actualidad teme que otros chicas pasen por lo mismo, por lo cual, Sabrina busca a través de su profesión develar toda la verdad.

## Elenco

### Principal
- China Suárez como Sabrina Correa
- Pablo Echarri como Salvador Carvallo
- Federico D'Elía como Jorge Gilabert
- Cecilia Dopazo como Iris Correa
- Esteban Pérez como Franco
- Sofía Palomino como Diana Carvallo
- Ornella D'Elia como Delfina Gilabert

### Secundario
- Analía Couceyro como Javiera Dubois
- Delfina Fernández como Nina Dubois
- Daniela Pal como Celina Arias
- Inda Verónica Lavalle como Dolly
- Pablo Caramelo como Alejo
- Juana Reale como Sofía

### Participaciones
- Valeria Licciardi como Cielo
- Katia Szechtman como Paula Kazinsky
- Francisco Quintana como Diego
- Julián Larquier Tellarini como Christian

## Episodios
| N.º | Título             | Dirigido por      | Escrito por                        | Fecha de lanzamiento original |
| --- | ------------------ | ----------------- | ---------------------------------- | ----------------------------- |
| 1   | «En retrospectiva» | Natalia Garagiola | Marcela Guerty y Pamela Rementería | 16 de abril de 2025           |
| 2   | «Bocetos»          | Natalia Garagiola | Marcela Guerty y Pamela Rementería | 16 de abril de 2025           |
| 3   | «En caída»         | Natalia Garagiola | Marcela Guerty y Pamela Rementería | 16 de abril de 2025           |
| 4   | «Manipulación»     | Natalia Garagiola | Marcela Guerty y Pamela Rementería | 16 de abril de 2025           |
| 5   | «Marcada»          | Natalia Garagiola | Marcela Guerty y Pamela Rementería | 16 de abril de 2025           |
| 6   | «Ave fénix»        | Natalia Garagiola | Marcela Guerty y Pamela Rementería | 16 de abril de 2025           |

## Producción
En febrero de 2023, se informó que la China Suárez y Pablo Echarri fueron fichados para interpretar a una pareja en una serie de televisión de Star+. En marzo de ese año, se confirmó que el título del proyecto sería Camaleón y que la primera temporada estaría conformada por 6 episodios. Asimismo, se reveló las incorporaciones de Federico D'Elía, Ornella D'Elia, Esteban Pérez y Cecilia Dopazo al elenco, mientras que Diego Andrasnik fue anunciado como uno de los productores de la serie.
La fotografía principal inició el 27 de marzo de 2023 en Buenos Aires. En abril, se conoció que Natalia Garagiola sería la responsable de dirigir los episodios bajo la producción de la empresa Kapow. A su vez, se develó que Sofía Palomino, Daniela Pal, Analía Couceyro, Delfina Fernández Kubar y Pablo Caramelo se unieron al elenco secundario de la serie. Las grabaciones del proyecto finalizaron en junio de 2023.
En junio de 2024, se confirmó que los contenidos de Star+ se fusionarían a Disney+, por lo cual, la serie pasó a ser anunciada como una de las producciones originales de esta última plataforma y el título del proyecto fue renombrado como Camaleón, el pasado no cambia.